# Governo Morgan ad interim
Il governo Morgan ad interim è il governo gallese formato il 9 febbraio 2000 da Rhodri Morgan a seguito delle dimissioni di Alun Michael da Primo Segretario, annullato da un voto di sfiducia di Plaid Cymru.
Rhodri Morgan è stato nominato Primo Segretario ad interim il 9 febbraio e confermato Primo Segretario il 15 febbraio 2000. Questo governo è rimasto in carica fino a quando Morgan non ha formato un governo di coalizione con i Liberal Democratici nell'ottobre 2000.
Tra febbraio e ottobre 2000 il Partito Laburista di Rhodri Morgan aveva 28 dei 60 seggi dell'Assemblea. I sei seggi liberaldemocratici hanno successivamente fornito una buona maggioranza.
Questo governo è sempre stato considerato temporaneo e i laburisti avevano proposto di cercare un partner di coalizione dopo la loro perseverante cattiva prestazione nelle elezioni del 1999.
Durante l'autunno del 2000 si sono rapidamente verificati sviluppi, culminati con le dimissioni di Tom Middlehurst da Segretario per l'istruzione il 9 ottobre, sostenendo che non poteva "contemplare la possibilità di sedersi al tavolo del governo con i Liberal Democratici".
Un nuovo governo di coalizione (ufficialmente denominato Coalition Partnership) è stato ufficialmente annunciato il 5 ottobre 2000 con i dettagli politici che sono emersi il giorno dopo. I ministri del gabinetto sono stati quindi nominati il 16 ottobre e i viceministri il 17 ottobre. Questo governo è durato fino alle elezioni del 2003.

## Composizione
| Carica                                                                                     | Titolare       | Titolare               | Mandato                  | Partito   |
| ------------------------------------------------------------------------------------------ | -------------- | ---------------------- | ------------------------ | --------- |
| Primo segretario del Galles e sviluppo economico                                           |                | Rhodri Morgan*         | 9 febbraio - 16 ottobre  | Laburista |
| Affari dell'Assemblea                                                                      |                | Andrew Davies*         | 22 febbraio - 16 ottobre | Laburista |
| Finanze                                                                                    |                | Edwina Hart**          | 22 febbraio - 16 ottobre | Laburista |
| Istruzione e formazione                                                                    |                | Tom Middlehurst***     | 22 febbraio - 9 ottobre  | Laburista |
| Salute e servizi sociali                                                                   |                | Jane Hutt*             | 22 febbraio - 16 ottobre | Laburista |
| Istruzione e bambini                                                                       |                | Rosemary Butler***     | 22 febbraio - 16 ottobre | Laburista |
| Agricoltura e sviluppo rurale                                                              |                | Christine Gwyther      | 22 febbraio - 23 luglio  | Laburista |
| Agricoltura e sviluppo rurale                                                              | Carwyn Jones** | 23 luglio - 16 ottobre | Laburista                |           |
| Governo locale e edilizia abitativa                                                        |                | Peter Law***           | 22 febbraio - 16 ottobre | Laburista |
| Ambiente, pianificazione e trasporti                                                       |                | Sue Essex**            | 22 febbraio - 16 ottobre | Laburista |
| Titolari di cariche che hanno ricevuto disposizioni speciali per partecipare al Gabinetto: |                |                        |                          |           |
| Chief whip                                                                                 |                | Karen Sinclair         | 22 febbraio - 16 ottobre | Laburista |